# Mouse Menace
Mouse Menace est un cartoon réalisé par Arthur Davis, sorti en 1946. Il met en scène Porky Pig.

## Voix françaises

### Premier doublage (années 1970)
- Marc François : Porky Pig

### Redoublage (2000)
- Michel Mella : Porky Pig